# Frankford (Delaware)
Frankford és una població dels Estats Units a l'estat de Delaware. Segons el cens del 2000 tenia 714 habitants.

## Demografia
Segons el cens del 2000, Frankford tenia 714 habitants, 227 habitatges, i 172 famílies. La densitat de població era de 388,3 habitants/km².
Dels 227 habitatges en un 37,4% hi vivien nens de menys de 18 anys, en un 52% hi vivien parelles casades, en un 16,7% dones solteres, i en un 24,2% no eren unitats familiars. En el 18,9% dels habitatges hi vivien persones soles l'11% de les quals corresponia a persones de 65 anys o més que vivien soles. El nombre mitjà de persones vivint en cada habitatge era de 3,15 i el nombre mitjà de persones que vivien en cada família era de 3,62.
Per edats la població es repartia de la següent manera: un 32,5% tenia menys de 18 anys, un 9,5% entre 18 i 24, un 25,4% entre 25 i 44, un 19,3% de 45 a 60 i un 13,3% 65 anys o més.
L'edat mediana era de 31 anys. Per cada 100 dones de 18 o més anys hi havia 88,3 homes.
La renda mediana per habitatge era de 35.333 $ i la renda mediana per família de 35.729 $. Els homes tenien una renda mediana de 24.375 $ mentre que les dones 20.875 $. La renda per capita de la població era de 13.711 $. Aproximadament el 9,5% de les famílies i el 14,5% de la població estaven per davall del llindar de pobresa.

## Poblacions més properes
El següent diagrama mostra les poblacions més properes.